# Fedora Alemán
Fedora Alemán (* 11. Oktober 1912 in Caracas; † 6. Februar 2018 ebenda) war eine venezolanische Sängerin (Sopran).

## Leben
Alemán studierte an der Escuela de Música y Declamación in Caracas Gesang und vervollkommnete ihre Ausbildung bei Alfred Hollander in New York. Dort entstanden auch ihre ersten Plattenaufnahmen für RCA Víctor. 1936 debütierte sie am Teatro Municipal de Caracas.
Es folgten Konzertreisen durch die USA, nach Rio de Janeiro und 1951 durch die Karibik. Beim Primar Festival de Música Latinoamericana de Caracas 1954 sang sie die Bachianas Brasileñas von Heitor Villa-Lobos, der sie zur besten Interpretin dieses Werkes erklärte. 1956 sang sie die Lucy in Gian Carlo Menottis Oper The Telephone.
Nach Auftritten in Nizza und Paris reiste sie 1964 nach Israel, wo sie in Jerusalem und Tel Aviv auftrat. Im Folgejahr sang sie die Welturaufführung von Joaquín Rodrigo Cuatro Canciones sefardíes am Ateneo de Madrid und der Universidad Complutense. 1971 erhielt sie beim Certosa Festival in Italien den ersten Preis. 1974 wurde sie in Venezuela zur Frau des Jahres gewählt. 1977 erhielt sie den Premio Nacional de Música, 1974 und 1992 den Orden Andrés Bello. Die Universidad Simón Bolívar zeichnete sie als „Pionierin des lyrischen Gesanges in Venezuela“ und Musikpädagogin 2006 mit einem Ehrendoktortitel aus.
Alemán wurden zahlreiche Werke gewidmet, darunter Por los caminos de Zorca y Petrea von Blanca Estrella de Méscoli, La renuncia von Antonio Estévez, Vuelas al fin von Moisés Moleiro, Canción a Fedora von José Reyna, Giraluna lejana von Inocente Carreño, Alma no me digas nada von Ana Mercedes Asuaje de Rugeles und Pájaro del agua von Joaquín Rodrigo.
1989 zog sie sich von der Bühne zurück. Sie wirkte danach als Direktorin des Museo del Teclado, musikalische Direktorin der Stiftung Fundarte (Fundación para el desarrollo de la cultura y las artes) und Präsidentin des Consejo Nacional del Arte Lírico.